# Liste der Mitglieder der Schwedischen Akademie
Diese Liste gibt einen Überblick über alle Mitglieder der Schwedischen Akademie. Sie hat insgesamt 18 Stühle, die von 18 Mitgliedern nach ihrer Benennung ursprünglich bis zum Tode eingenommen wurden. Ein Austritt ist erst seit 2018 möglich.

## Stuhl 1
- 1786–1789 Anders Johan von Höpken

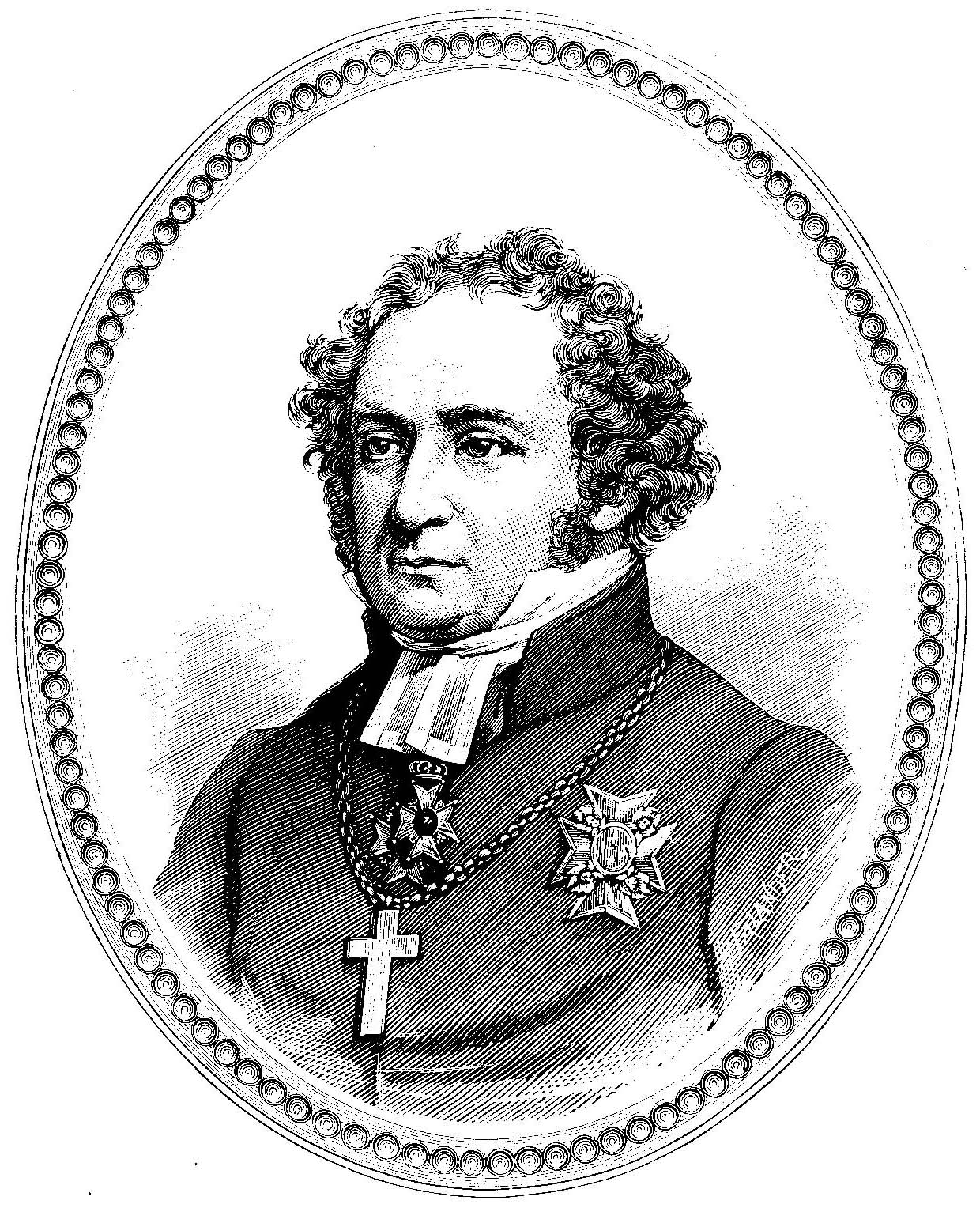
Johan Olof Wallin (1779–1839), Mitglied der Schwedischen Akademie ab 1810.

- 1789–1810 Nils Philip Gyldenstolpe
- 1810–1839 Johan Olof Wallin
- 1840–1881 Anders Fryxell
- 1881–1901 Hans Forssell
- 1901–1931 Carl Bildt
- 1931–1945 Birger Wedberg
- 1945–1968 Birger Ekeberg
- 1969–1976 Sture Petrén
- 1977–2008 Sten Rudholm
- 2009–2018 Lotta Lotass (nahm seit 2015 nicht mehr teil)
- seit 2018 Eric Runesson

## Stuhl 2
- 1786 Carl Fredrik Scheffer (nahm niemals Platz)
- 1786–1821 Abraham Niclas Edelcrantz
- 1821–1841 Carl Peter Hagberg
- 1842–1866 Christian Erik Fahlcrantz
- 1866–1901 Gunnar Wennerberg
- 1901–1927 Claes Annerstedt
- 1928–1950 Martin Lamm
- 1950–1974 Ingvar Andersson
- 1975–1999 Torgny T:son Segerstedt
- seit 1999 Bo Ralph

## Stuhl 3
- 1786–1794 Olof Celsius der Jüngere
- 1794–1827 Johan Adam Tingstadius
- 1828–1847 Carl Gustaf von Brinkman
- 1848–1859 Albrecht Elof Ihre (nahm niemals Platz)
- 1859–1866 Johan Börjesson
- 1866–1877 Hans Magnus Melin
- 1878–1912 Carl Gustaf Malmström
- 1913–1947 Henrik Schück
- 1948–1974 Henrik Samuel Nyberg
- 1974–1980 Carl Ivar Ståhle
- 1980–2022 Sture Allén (Ständiger Sekretär 1986–1999)
- seit 2023 David Håkansson

## Stuhl 4
- 1786–1795 Johan Henric Kellgren
- 1797–1799 Johan Stenhammar
- 1799–1831 Claes Fleming
- 1831–1859 Carl Adolph Agardh

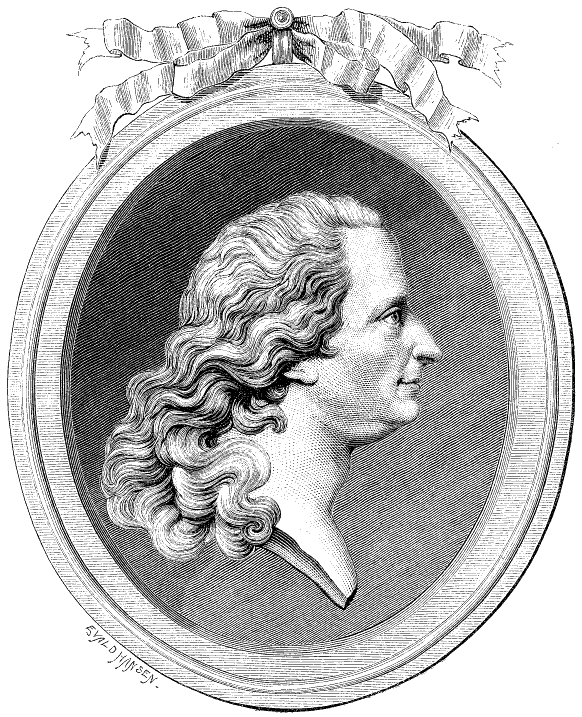
Johan Henric Kellgren (1751–1795), Mitglied der Schwedischen Akademie ab 1786.

- 1859–1887 Fredrik Ferdinand Carlson
- 1887–1906 Claes Herman Rundgren
- 1907–1921 Ivar Afzelius
- 1922–1931 Tor Hedberg
- 1932–1970 Sigfrid Siwertz
- 1971–2007 Lars Forssell
- seit 2008 Anders Olsson (interimistischer Ständiger Sekretär 2018–2019)

## Stuhl 5

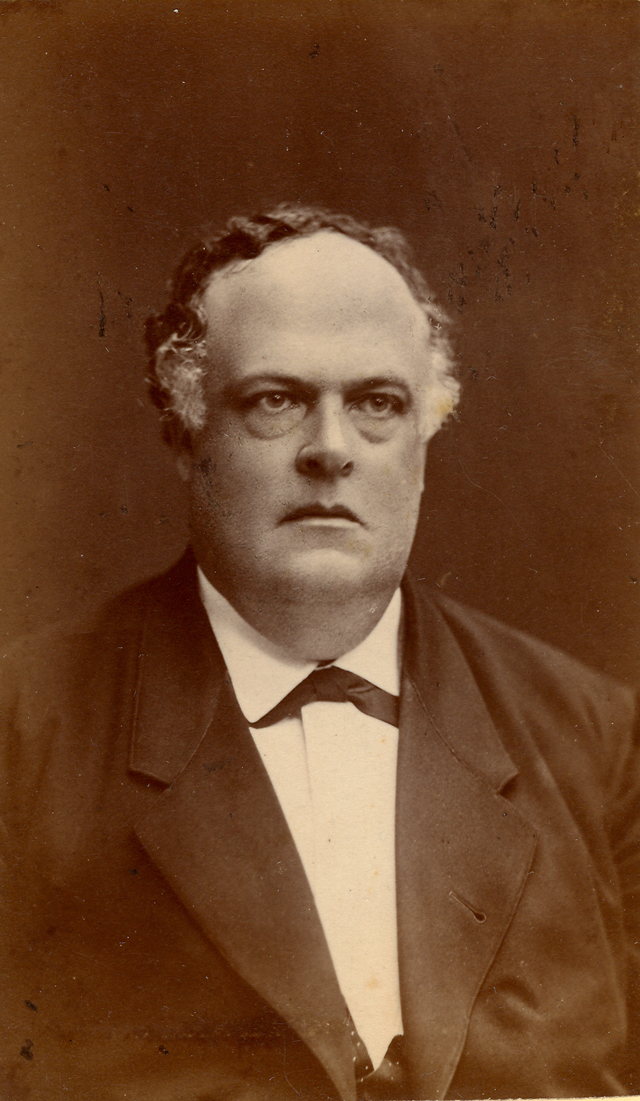
Theodor Wisén (1835–1892), Mitglied der schwedischen Akademie ab 1878.

- 1786–1789 Matthias von Hermansson
- 1789–1808 Magnus Lehnberg
- 1809–1819 Jakob Axelsson Lindblom
- 1819–1836 Carl von Rosenstein
- 1837–1848 Jöns Jakob Berzelius
- 1849–1877 Johan Erik Rydqvist
- 1878–1892 Theodor Wisén
- 1892–1924 Knut Fredrik Söderwall
- 1924–1935 Axel Kock
- 1935–1952 Bengt Hesselman
- 1952–1985 Henry Olsson
- 1985–2019 Göran Malmqvist
- seit 2020 Ingrid Carlberg

## Stuhl 6
- 1786–1818 Johan Wingård
- 1818–1838 Adolf Göran Mörner
- 1839–1870 Anders Abraham Grafström
- 1871–1895 Fredrik August Dahlgren
- 1895–1913 Hans Hildebrand
- 1913–1952 Sven Hedin
- 1953–1957 Sten Selander
- 1957–1974 Olle Hedberg
- 1975–1992 Per Olof Sundman
- 1993–2011 Birgitta Trotzig
- seit 2011 Tomas Riad

## Stuhl 7
- 1786–1794 Fredrik Axel von Fersen

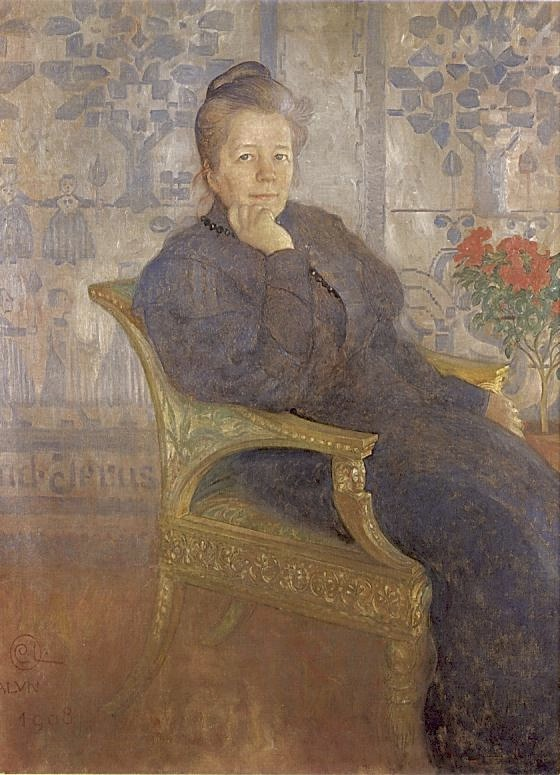
Selma Lagerlöf (1858–1940), Mitglied der schwedischen Akademie ab 1914

- 1794–1816 Axel Gabriel Silverstolpe
- 1817–1851 Anders Carlsson af Kullberg
- 1851–1864 Carl August Hagberg
- 1864–1889 Wilhelm Erik Svedelius
- 1889–1900 Nils Fredrik Sander
- 1901–1914 Albert Theodor Gellerstedt
- 1914–1940 Selma Lagerlöf
- 1940–1961 Hjalmar Gullberg
- 1961–1982 Karl Ragnar Gierow (Ständiger Sekretär 1964–1977)
- 1983–2012 Knut Ahnlund
- 2013–2019 Sara Danius (Ständige Sekretärin 2015–2018; nahm seit 2018 nicht mehr teil)
- seit 2019 Åsa Wikforss

## Stuhl 8
- 1786–1818 Johan Gabriel Oxenstierna
- 1818–1846 Esaias Tegnér
- 1847–1878 Carl Wilhelm Böttiger
- 1879–1912 Carl David af Wirsén (Ständiger Sekretär 1884–1912)
- 1912–1940 Verner von Heidenstam
- 1940–1974 Pär Lagerkvist
- 1975–2006 Östen Sjöstrand
- seit 2006 Jesper Svenbro

## Stuhl 9
- 1786–1818 Gudmund Jöran Adlerbeth
- 1819–1847 Hans Järta
- 1847–1856 Carl David Skogman
- 1856–1881 Henning Hamilton
- 1882–1928 Esaias Tegnér der Jüngere
- 1929–1942 Otto von Friesen
- 1942–1955 Einar Löfstedt
- 1955–1990 Ture Johannisson
- 1991–2017 Torgny Lindgren
- 2017–2018 Jayne Svenungsson
- seit 2019 Ellen Mattson

## Stuhl 10
- 1786–1790 Anders af Botin
- 1790–1809 Christoffer Bogislaus Zibet
- 1809–1837 Gustaf Lagerbielke
- 1837–1851 Carl Fredrik af Wingård
- 1852–1870 Henrik Reuterdahl
- 1871–1875 Paul Genberg
- 1876–1903 Carl Snoilsky
- 1903–1922 Harald Hjärne
- 1922–1961 Fredrik Böök
- 1962–2002 Erik Lönnroth
- seit 2002 Peter Englund (Ständiger Sekretär 2009–2015)

## Stuhl 11

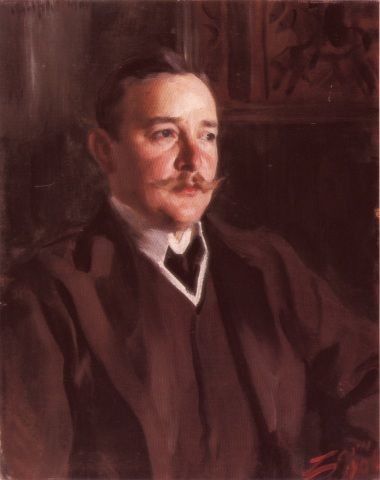
Erik Axel Karlfeldt (1864–1931), Mitglied der Schwedischen Akademie ab 1904

- 1786–1824 Nils von Rosenstein (Ständiger Sekretär 1786–1824)
- 1824–1865 Lars Magnus Enberg
- 1866–1884 Bror Emil Hildebrand
- 1885–1904 Clas Theodor Odhner
- 1904–1931 Erik Axel Karlfeldt (Ständiger Sekretär 1913–1931)
- 1931–1941 Torsten Fogelqvist
- 1941–1957 Nils Ahnlund
- 1957–1976 Eyvind Johnson
- 1977–2013 Ulf Linde
- 2014–2018 Klas Östergren
- seit 2018 Mats Malm (Ständiger Sekretär seit 1. Juni 2019)

## Stuhl 12
- 1786–1795 Elis Schröderheim
- 1797–1826 Isac Reinhold Blom
- 1826–1827 Gustaf Fredrik Wirsén

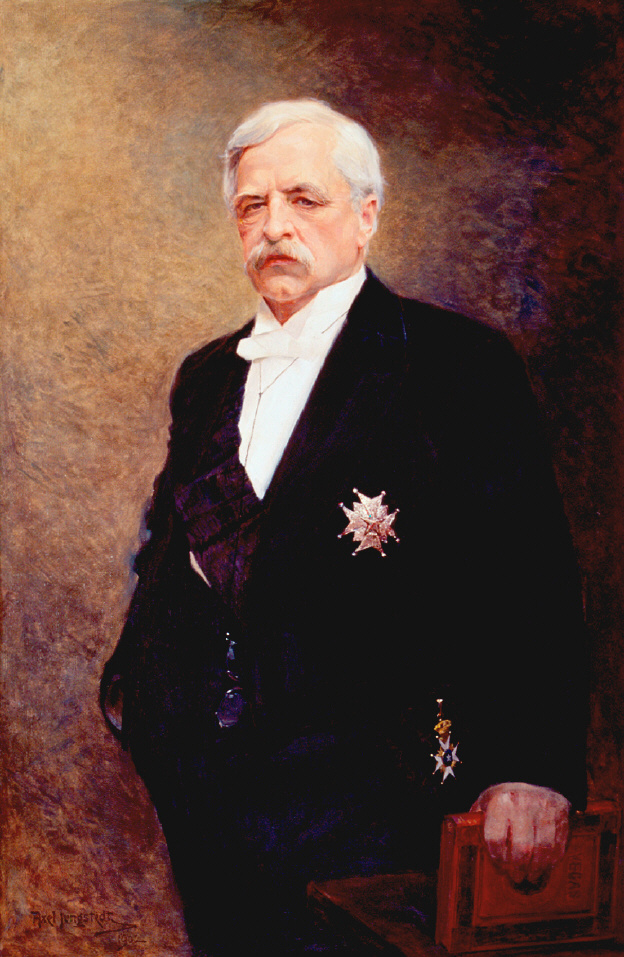
Adolf Erik Nordenskiöld (1832–1901), Mitglied der Schwedischen Akademie ab 1893

- 1828–1868 Bernhard von Beskow (Ständiger Sekretär 1834–1868)
- 1869–1874 Carl Gustaf Strandberg
- 1875–1892 Anders Anderson
- 1893–1901 Adolf Erik Nordenskiöld
- 1901–1919 Gustaf Retzius
- 1919–1925 Adolf Noreen
- 1925–1967 Bo Bergman
- 1968–1980 Sten Lindroth
- 1981–1997 Werner Aspenström (nahm seit 1987 nicht mehr teil)
- seit 1997 Per Wästberg

## Stuhl 13
- 1786–1808 Gustaf Fredrik Gyllenborg
- 1808–1847 Frans Michael Franzén (Ständiger Sekretär 1824–1834)
- 1849–1865 Bernhard Elis Malmström
- 1865–1897 Carl Anders Kullberg
- 1898–1919 Karl Alfred Melin
- 1919–1981 Anders Österling (Ständiger Sekretär 1941–1964)
- 1982–2016 Gunnel Vallquist
- 2016–2018 Sara Stridsberg
- seit 2019 Anne Swärd

## Stuhl 14

Erik Gustaf Geijer (1783–1847), Mitglied der Schwedischen Akademie ab 1824

- 1786–1794 Gustaf Mauritz Armfelt (ausgeschlossen; vergl. mit Stuhl 17)
- 1797–1824 Malte Ramel
- 1824–1847 Erik Gustaf Geijer
- 1847–1878 Elias Fries
- 1879–1907 Carl Rupert Nyblom
- 1908–1960 Per Hallström (Ständiger Sekretär 1931–1941)
- 1960–1966 Ragnar Josephson
- 1966–2006 Lars Gyllensten (Ständiger Sekretär 1977–1986, nahm seit 1987 nicht mehr teil)
- 2006–2020 Kristina Lugn
- seit 2020 Steve Sem-Sandberg

## Stuhl 15
- 1786–1812 Carl Gustaf Nordin
- 1812–1826 Carl Birger Rutström
- 1826–1852 Johan David Valerius
- 1852–1873 Ludvig Manderström (Ständiger Sekretär 1869–1872)
- 1874–1900 Anton Niklas Sundberg
- 1900–1925 Gottfrid Billing
- 1925–1944 Hans Larsson
- 1944–1949 Elin Wägner
- 1949–1978 Harry Martinson
- 1978–2018 Kerstin Ekman (nahm seit 1987 nicht mehr teil)
- seit 2018 Jila Mossaed

## Stuhl 16
- 1786–1829 Carl Gustaf af Leopold
- 1830–1853 Samuel Grubbe
- 1854–1860 Israel Hwasser
- 1862–1877 Carl Vilhelm August Strandberg
- 1877–1895 Viktor Rydberg
- 1896–1921 Waldemar Rudin
- 1921–1931 Nathan Söderblom
- 1932–1947 Tor Andræ
- 1947–1981 Elias Wessén
- 1981–2022 Kjell Espmark
- seit 2023 Anna-Karin Palm

## Stuhl 17
- 1787–1805 Johan Murberg
- 1805–1811 Gustaf Mauritz Armfelt (wiederberufen; vgl. Stuhl 14; erneut ausgeschlossen)
- 1811–1837 Gustaf af Wetterstedt
- 1837–1862 Anders Magnus Strinnholm
- 1862–1896 Louis De Geer der Ältere
- 1897–1918 Pehr Jacob von Ehrenheim
- 1918–1953 Hjalmar Hammarskjöld
- 1954–1961 Dag Hammarskjöld
- 1962–1968 Erik Lindegren
- 1969–1997 Johannes Edfelt
- seit 1997 Horace Engdahl (Ständiger Sekretär 1999–2009)

## Stuhl 18
- 1787–1822 Nils Lorens Sjöberg

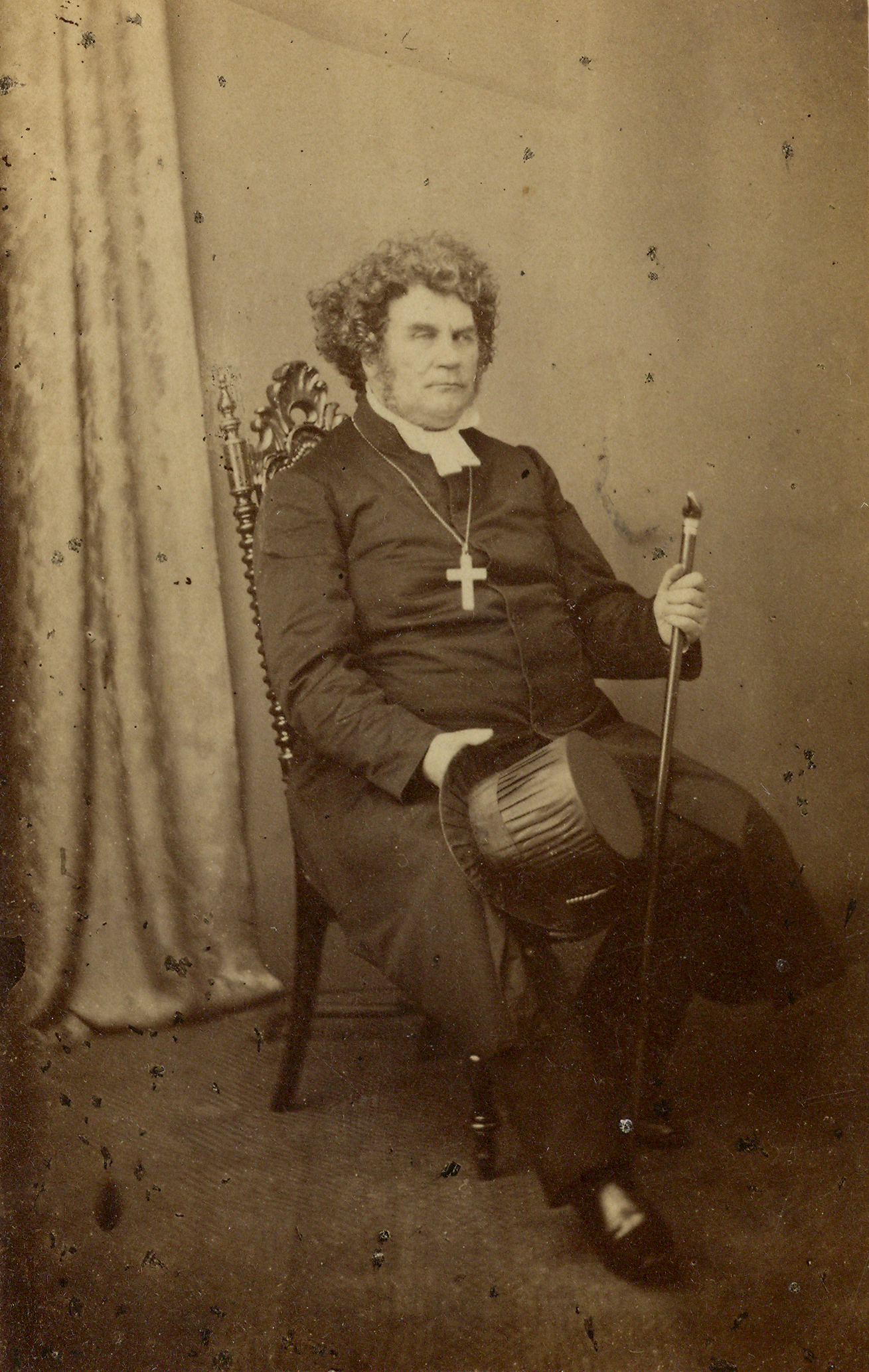
Johan Henrik Thomander (1798–1865), Mitglied der Schwedischen Akademie ab 1855

- 1822–1834 Anders Fredrik Skjöldebrand
- 1835–1839 Pehr Henrik Ling
- 1839–1855 Per Daniel Amadeus Atterbom
- 1855–1865 Johan Henrik Thomander
- 1865–1905 Gustaf Ljunggren
- 1907–1916 Vitalis Norström
- 1917–1921 Oscar Montelius
- 1922–1940 Albert Engström
- 1941–1942 Gunnar Mascoll Silfverstolpe
- 1942–1953 Gustaf Hellström
- 1953–1958 Bertil Malmberg
- 1958–1968 Gunnar Ekelöf
- 1968–1991 Artur Lundkvist
- 1992–2019 Katarina Frostenson (nahm seit 2018 nicht mehr teil)
- seit 2019 Tua Forsström